# Muhamed Hadžiefendić
Muhamed Hadžiefendić, poznat i kao Muhamedaga Hadžiefendić (Tuzla, 1898 — Tuzla, 1943), bio je oficir u NDH koji je formirao i komandovao muslimanskom legijom, jednicom u sastavu oružanih snaga NDH u Bosni i Hercegovini u čijem sastavu su bili isključivo muslimani iz Bosne i Hercegovine.

## Školovanje
Hadžiefendić je rođen 1898. godine u Tuzli. Posle osnovnog obrazovanja u rodnom gradu, pohađao je Trgovačku akademiju u Sarajevu. U ovoj akademiji je upoznao Zaima Mostarlića sa kojim će mu se kasnije više puta ukrstiti životni putevi. Želja njegovog oca je bila da ga sin nasledi na čelu porodičnog trgovačkog preduzeća, ali je mladi Muhamed pokazivao više sklonosti ka vojničkoj karijeri.

## Prvi svetski rat
Početkom Prvog svetskog rata stupio je, zajedno sa svojim prijateljem Zaimom Mostarlićem kao dobrovoljac u 3. bosansko-hercegovačku pešadijsku diviziju vojske Austrougarske. Tokom rata je dobio čin poručnika a po raspadu Austrougarske posvećuje se trgovačkim poslovima koje je nasledio od svog oca. Uporedo, nastavio je i vojničko usavršavanje, vanredno polažući ispite na Vojnoj akademiji u Beogradu, u kojoj je 1938. godine stekao čin majora u rezervi Jugoslovenske kraljevske vojske.

## Drugi svetski rat
Početkom Drugog svetskog rata, Muhamed Hadžiefendić je mobilisan u Jugoslovensku kraljevsku vojsku. Okupacija Jugoslavije ga je zatekla u Vodicama kod Sinja. Ubrzo po stvaranju NDH vraća se u rodnu Tuzlu i aktivira u domobranstvu. Priznat mu je čin majora i postavljen je za komandanta 3. bojne 8. pešadijske pukovnije.

## Hadžiefendićeva legija
Prilikom napada srpskih ustanika s Ozrena na muslimansko mjesto Puračić, početkom novembra 1941. godine, domobrane Hadžiefendićeve 3. bojne zahvatila je panika i počeli su da beže. Hadžiefendić je s pištoljem u ruci delimično zaveo disciplinu i vratio domobrane na položaje, ali je uvideo da su daleko veći otpor pružili naoružani ljudi koji su sa područja Bosne i Hercegovine. Bojnik Hadžiefendić je između ostalog i zbog toga odlučio da osnuje jednu samozaštitnu vojnu formaciju organiziranu na teritorijalnom principu.
Hadžiefendić je 7. decembra posetio ministra odbrane u NDH, Slavka Kvaternika, i izložio mu svoje predloge. Kvaternik se složio s tom idejom, te se Hadžiefendić vratio u Tuzlu i 20. decembra pozvao opštinske načelnike, predstavnike vojnih vlasti i druge ugledne ljude na sastanak na kojem je dogovoreno formiranje oružane formacije pod nazivom „Dobrovoljački odjel narodnog ustanka bojnika Hadžiefendića“. Formacija formirana je dva dana kasnije i isprva se sastojala od nekoliko četa raspoređenih po selima istočno od Tuzle i oko Živinica. Nepuna četiri meseca kasnije, „Dobrovoljački odjel“ je bio preimenovan u „Zdrug dobrovoljačke legije Hadžiefendića“, a u maju je dobio svoj konačan naziv „Domobranska dobrovoljačka divizija“ ili „Domdo divizija“. Divizija se sastojala od komande u Tuzli, i šest bojni raspoređenih po gradovima i mestima severoistočne Bosne (Tuzli, Gračanici, Brčkom, Bijeljini, Zvorniku i Puračiću). Ova formacija je bila poznata kao „legija“ ili muslimanska legija.

## Hadžiefendić i 13.divizija
Bojnik Muhamed Hadžiefendić je u političkom pogledu bio blizak tzv. bosanskim autonomistima u Sarajevu, političkoj grupaciji koja se zalagala za izdvajanje Bosne i Hercegovine iz sastava NDH i njeno stavljanje pod nemački protektorat, što svedoče i izvještaji predstavnika policijskog atašea u njemačkom konzulatu u Sarajevu, Rudolfa Treua. S tim u vezi, pripadnici UNS-a su sastavili nekoliko poverljivih izveštaja o "protivdržavnom radu" majora Hadžiefendića, slikajući najcrnjim bojama njegovu diviziju. Hadžiefendić je podržao osnivanje SS divizije čiji bi pripadnici bili isključivo bosansko-hercegovački muslimani, jer su autonomisti taj korak shvatali kao nemačku podršku njihovim zahtevima. U svrhu pridobijanja podrške za vrbovanje dobrovoljaca, Hadžiefendić je tokom marta i aprila 1943. obišao nekoliko bosanskih gradova, a naposletku je i sam pristupio u Waffen SS, gde je dobio čin SS-Sturmbannführera (majora). Međutim, njegov primer nisu sledili drugi oficiri DOMDO pukovnije: nekoliko njih je odmah dezertiralo u partizane (među njima i čuveni književnik Meša Selimović), uputivši više proglasa muslimanima da ne idu u SS, već da podrže partizane. To je za vlasti NDH bilo previše, pa je bojnik Hadžefendić odmah smenjen s mesta komandanta DOMDO pukovnije. Ipak, nije se aktivirao ni u Waffen SS-u, zbog zdravstvenih problema. Cijelo leto 1943. je proveo na lečenju u Zagrebu, a vratio se u Tuzlu u septembru iste godine.

## Smrt
Nakon što su partizani zauzeli Tuzlu 2. oktobra, Hadžiefendiću je u prvom redu ostavljena sloboda, ali su partizani napokon odlučili da ga kao opasnog političkog protivnika likvidiraju. Hadžiefendić je uhapšen 7. novembra i izveden pred vojni sud. U presudi je navedeno da je Hadžiefendić bio "jedan od glavnih organizatora SS formacija za nemačku vojsku", čime je "služio okupatoru i radio protiv interesa naroda, u prvom redu muslimana, čije je sinove (...) bacao u ratnu klanicu za račun okupatora", te da je "prilikom poslednjeg pokušaja okupatora i ustaških bandi da upadnu u oslobođenu Tuzlu (...) rovario i radio protiv interesa Narodno-oslobodilačke vojske, stvarajući paniku i unoseći nemir među stanovništvo". Hadžiefendić je osuđen na smrt i streljan zajedno sa preko pedeset drugih građana Tuzle, muslimana, Hrvata i Srba koje su komunisti ocenili "neprijateljskim elementima". Njegovi posmrtni ostaci su kasnije preneti i sahranjeni ispred Jalske džamije u Tuzli. Prije nekoliko godina, došlo je do inicijative da se bojnik Hadžiefendić i službeno rehabilituje i da se po njemu nazove jedna ulica u Tuzli, ali to je propalo zbog aktivnosti koje je pokrenula Bosanska stranka.

## Literatura
- Tomasevich, Jozo (2002). War and Revolution in Yugoslavia, 1941-1945: Occupation and Collaboration. Stanford: Stanford University Press. ISBN 978-0-8047-3615-2.

## Spoljašnje veze
- Esad S TIHIĆ, Jedinice Domobranske Dobrovoljačke pukovnije(DOMDO) na teritoriji Trebave, Ratiša i Posavine (1942-1943.)
- Domdo Regiment Hadžiefendić (also Domdo Regiment Tuzla, Moslem Legion)by H.L. deZeng IV